# Enquin-sur-Baillons
Enquin-sur-Baillons é uma comuna francesa na região administrativa de Altos da França, no departamento de Pas-de-Calais. Estende-se por uma área de 4,98 km². Em 2010 a comuna tinha 281 habitantes (densidade: 56,4 hab./km²).